# Biestrzykowice (przystanek kolejowy w województwie opolskim)
Biestrzykowice – zlikwidowany przystanek kolejowy, od 2008 bocznica szlakowa w miejscowości Biestrzykowice, w województwie opolskim, w powiecie namysłowskim, w gminie Świerczów, w Polsce.